# Pariłska sedłowina
Pariłska sedłowina (bułg. Парилска седловина, pol. Przełęcz Pariłska) – przełęcz graniczna między górami Piryn i Sławjanka. Położona jest 3 kilometry na zachód od wsi Parił na 1170 metrów n.p.m. Jest to krótka, szeroka i głęboka przełęcz z łagodnymi ograniczającymi ją zboczami. Ma pochodzenie erozyjne. Podstawą geologiczną jest granit. Gleby to brązowe leśne. Porośnięta jest lasami bukowymi. Przez przełęcz prowadzi droga gruntowa łącząca kotliny gocedełczewską i petricko-sandanską, jak i jak i górska droga przez Piryn południowy do przełęczy Papazczair. Ostatnia jest oznaczona czerwonym oznaczeniem turystycznym i jest częścią międzynarodowego pieszego szlaku turystycznego E4. Przełęcz Pariłska graniczy z rezerwatem Alibotusz, który jest położony na południe od niej. Dziesięć minut na wschód od najwyższego punktu przełęczy znajduje się schronisko Sławjanka, ważny punkt starowy dla wielu szlaków turystycznych w okolicy. W czasach Imperium Osmańskiego droga przez przełęcz była główną arterią komunikacyjną, dziś jednak ma znaczenie jedynie lokalne.